# Ас-Сауда (нохія)
Ас-Сауда (араб. ناحية السودا) — нохія у Сирії, що входить до складу району Тартус провінції Тартус. Адміністративний центр — м. Ас-Сауда.
| Сирія | Це незавершена стаття з географії Сирії. Ви можете допомогти проєкту, виправивши або дописавши її. |